# Андреас Андерссон
Андреас Андерссон (швед. Andreas Andersson; нар. 10 квітня 1974, Накка, Швеція) — колишній шведський футболіст (нападник) і футбольний тренер.
Андерссон почав грати у футбол в юнацькому клубі «Хова». В 1994 році він почав професіональну кар'єру в клубі першої ліги «Тідахольмс». В тому же році він перейшов до клубу «Дегерфорс», за який грав до кінця 1995 року. В 1996 році він приєднався до більш титулованого клубу «Ґетеборг», який грав у вищій лізі. У складі «Ґетеборга» Андерссон в сезоні 1996 року здобув титул чемпіона Швеції, з 19 забитими голами ставши найкращім бомбардиром шведського чемпіонату цього сезону.
Успіхи Андерссона в чемпіонаті Швеції привернули увагу селекціонерів провідних італійських клубів, і в 1997 році він підписав контракт з «Міланом». У «Мілані» він закріпитися не зумів, і під час зимової паузи в сезоні 1997/98 був проданий в англійський «Ньюкасл Юнайтед». В «Ньюкаслі» його переслідували травми, і він рідко виходив на поле; в 1999 році його придбав клуб «АІК Сольна», і Андерссон повернувся на батьківщину. Наступні п'ять років він грав за «АІК» у вищій лізі шведського чемпіонату, але часті травми і тут не давали йому грати в повну силу. Зважаючи на проблеми зі здоров'ям літом 2005 року він вирішив завершити ігрову кар'єру; 1 серпня 2005 були влаштовані урочисті проводи Андерссона на стадіоні «Росунда» в присутності 18000 вболівальників «АІКа».
За збірну Швеції Андерссон почав виступати з 1996 році. Він брав участь в усіх матчах збірної на чемпіонаті світу 2002 року, виходячи на заміну Маркуса Албека. В матчі проти Аргентини він мало не забив гол: після потужного удару м'яч влучив в нижню частину перекладини і, відскочивши вниз, вдарився о землю на лінії воріт. Всього за збірну Швеції він виходив на поле в 43 матчах і забив 8 голів.
Після закінчення ігрової кар'єри він працював скаутом, розшукуючи талановиту молодь для клуба «АІК», а також входив до тренерського штабу клубу «Дегефорс». 24 травня 2007 року, після відставки Марка Селмерса, Андерссон був призначений головним тренером цього клубу.

## Досягнення
- Чемпіон Швеції: 1996 (у складі «Гетеборга»)